# Nova quark
Uma nova quark ou quark-nova é um tipo de nova que teoricamente pode ocorrer quando uma estrela de nêutron espontaneamente colapsa para torna-se (massa central resultante) uma estrela de quarks.